# Parmotrema kainantum
Parmotrema kainantum är en lavart som beskrevs av Kurok. & K. H. Moon. Parmotrema kainantum ingår i släktet Parmotrema och familjen Parmeliaceae.   Inga underarter finns listade i Catalogue of Life.